# پونتایبریم
پونتایبریم (به انگلیسی: Pontyberem) یک منطقهٔ مسکونی در بریتانیا است که در Carmarthenshire واقع شده‌است. پونتایبریم ۲٬۷۶۸ نفر جمعیت دارد.